# Annie Louise Cary
Annie Louise Cary (Wayne, 22 ottobre 1842 – Norwalk, 3 aprile 1921) è stata un contralto statunitense. Grazie alla sua estensione vocale di tre ottave, cantò con successo anche ruoli da mezzosoprano e alcune parti da soprano, come la protagonista in Mignon.

## Biografia
Figlia di Nelson Howard Cary e Mary Sotckbridge, studiò canto a Milano con Giovanni Corsi tra il 1866 e il 1868. Nello stesso anno fece il suo debutto a Copenaghen come Azucena ne Il trovatore, diretta da Achille Lorini.
L'anno dopo si trasferì a Baden-Baden per perfezionarsi con Pauline Viardot e, successivamente, fu scritturata all'Opera reale svedese. Dopo ulteriori studi con Giovanni Bottesini a Parigi, nel 1870 esordì a Londra, cantando al Theatre Royal Drury Lane. Nel settembre dello stesso anno esordì a New York, apparendo poi nella sua prima opera sulle scene newyorchesi in Martha nel 1871.
Nel 1873 fu Amneris nella prima statunitense di Aida. Cantò inoltre nelle prime statunitensi del Requiem di Verdi (New York, 1874) e del Magnificat di Bach (Cincinnati, 1875). Nella stagione 1875/76 cantò a Mosca e San Pietroburgo, tornando negli Stati Uniti nella stagione successiva per cantare con Clara Louise Kellogg e Marie Roze. Ottenne particolari lodi per il suo Fernando ne La favorita, ritenuto senza pari.
Si ritirò dalle scene nel 1882 dopo il matrimonio con Charles Monson Raymond. Morì nella sua casa di Norwalk nel 1921 all'età di 78 anni.